# 中津軽郡

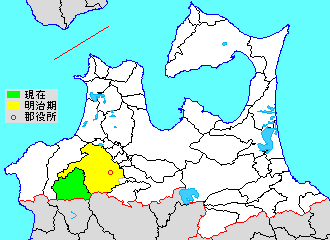
青森県中津軽郡の範囲（緑：西目屋村）

中津軽郡（なかつがるぐん）は、青森県の郡。
人口1,138人、面積246.02km²、人口密度4.63人/km²。（2025年2月1日、推計人口）
以下の1村を含む。
- 西目屋村（にしめやむら）

## 郡域
1878年（明治11年）に行政区画として発足した当時の郡域は、上記1村に弘前市の大部分（乳井・八幡館・小金崎・薬師堂・石川・大沢を除く）を加えた区域にあたる。

## 歴史

### 郡発足までの沿革
- 明治初年時点では、津軽郡のうち後の当郡域の全域が陸奥弘前藩領であった。「旧高旧領取調帳」に記載されている明治初年時点に存在した村は以下の通り。（1町134村）

弘前城下、境関村、菅野村、福田村、福村、新里村、外崎村、高田村、小比内村、取上村、大清水村、門外村、堀越村、清水森村、松木平村、小栗山村、一野渡村、大和沢村、和徳村、高崎村、堅田村、撫牛子村、大久保村、津賀野村、百田村、清野袋村、向外瀬村、悪戸村、下湯口村、常盤坂村、黒滝村、湯口村、小沢村、坂本村、原ヶ平村、富田村、駒越村、近名村、樋口村、真土村、竜ノ口村、鳥井野村、如来瀬村、一町田村、二本木村、深山村、兼平村、五代村、門前村、築館村、新岡村、葛原村、宮地村、菖蒲川村、新法師村、百沢村、常盤野村、松代村、五所村、紙漉沢村、坂市村、水木在家村、相馬村、藤沢村、大助村、藍内村、沢田村、国吉村、黒土村、吉川村、桜庭村、米ヶ袋村、中畑村、中野村、番館村、田代村、杉沢村、白沢村、大秋村、村市村、藤川村、居森平村、砂子瀬村、川原平村、藤代村、土堂村、石渡村、鳥町村、萢中村、船水村、八代村、外瀬村、町田村、藤内村、三世寺村、小山村、大川村、青女子村、種市村、桂村、小友村、中畑村、川村、笹館村、熊島村、賀田村、高屋村、坪貝村、横町村、八幡村、鼻和村、山科村、細越村、植田村、鶴田村、三ツ森村、四戸野沢村、宮館村、折笠村、中別所村、小島村、蒔苗村、独狐村、薬師堂村、前坂村、高杉村、糠坪村、楢木村、鬼沢村、藤井村、大森村、貝沢村、十腰内村、十面沢村、中崎村
- 明治4年
  - 7月14日（1871年8月29日） - 廃藩置県により弘前県の管轄となる。
  - 11月2日（1871年12月13日） - 第1次府県統合により青森県の管轄となる。
- 明治9年（1876年）（一部は推定）（1町114村）
  - 中畑村・川村が合併して三和村となる[3]。
  - 鶴田村・三ツ森村・四戸野沢村・小島村が合併して富栄村となる。
  - 近名村・樋口村が駒越村に、二本木村・深山村が一町田村に、門前村・築館村が五代村に、菖蒲川村が宮地村に、番館村が中畑村に、八代村・外瀬村が船水村に、藤内村が町田村に、小山村が三世寺村に、桂村が種市村に、坪貝村が高屋村に、山科村が鼻和村に、藤井村が鬼沢村にそれぞれ合併。
- 明治11年（1878年） - 菅野村が境関村に、黒土村・吉川村が国吉村にそれぞれ合併。（1町111村）

### 郡発足以降の沿革
- 明治11年（1878年）10月30日 - 郡区町村編制法の青森県での施行により、津軽郡のうち弘前城下ほか1町111村の区域に行政区画としての中津軽郡が発足。郡役所が弘前城下に設置。

- 明治22年（1889年）4月1日

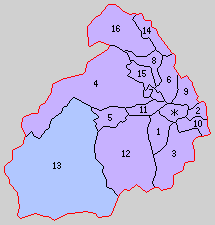
1.清水村 2.豊田村 3.千年村 4.岩木村 5.東目屋村 6.藤代村 7.大浦村 8.高杉村 9.和徳村 10.堀越村 11.駒越村 12.相馬村 13.西目屋村 14.新和村 15.船沢村 16.裾野村（紫：弘前市 青：合併なし ＊：発足当時の弘前市）

  - 市制の施行により、弘前城下の大部分（紙漉町を除く[4]）の区域をもって弘前市が発足し、郡より離脱。
  - 町村制の施行により、以下の各村が発足。西目屋村以外は全域が現・弘前市。（16村）
    - 清水村 ← 富田村、小沢村、坂本村、常盤坂村、悪戸村、下湯口村、弘前城下［紙漉町］
    - 豊田村 ← 新里村、境関村、福田村、福村、外崎村、高田村、小比内村
    - 千年村 ← 小栗山村、松木平村、清水森村、大和沢村、一野渡村、原ヶ平村
    - 岩木村 ← 宮地村、五代村、新岡村、葛原村、新法師村、百沢村、常盤野村、松代村
    - 東目屋村 ← 国吉村、桜庭村、米ヶ袋村、中野村、中畑村
    - 藤代村 ← 船水村、藤代村、土堂村、石渡村、鳥町村、萢中村、町田村、中崎村、三世寺村、大川村
    - 大浦村 ← 賀田村、熊島村、高屋村、横町村、八幡村、鼻和村、植田村
    - 高杉村 ← 独狐村、前坂村、薬師堂村、高杉村、糠坪村
    - 和徳村 ← 堅田村、和徳村、高崎村、撫牛子村、大久保村、津賀野村、百田村、向外瀬村、清野袋村
    - 堀越村 ← 門外村、堀越村、大清水村、取上村
    - 駒越村 ← 駒越村、真土村、竜ノ口村、鳥井野村、如来瀬村、一町田村、兼平村
    - 相馬村 ← 紙漉沢村、五所村、坂市村、水木在家村、相馬村、藍内村、大助村、藤沢村、沢田村、湯口村、黒滝村
    - 西目屋村 ← 田代村、杉ヶ沢村、白沢村、大秋村、村市村、藤川村、居森平村、砂子瀬村、川原平村（現存）
    - 新和村 ← 種市村、青女子村、小友村、三和村、笹館村
    - 船沢村 ← 富栄村、細越村、折笠村、宮館村、中別所村、蒔苗村
    - 裾野村 ← 大森村、貝沢村、鬼沢村、楢木村、十面沢村、十腰内村
- 明治24年（1891年）4月1日 - 郡制を施行。
- 大正12年（1923年）4月1日 - 郡会が廃止。郡役所は存続。
- 大正15年（1926年）7月1日 - 郡役所が廃止。以降は地域区分名称となる。
- 昭和17年（1942年）7月1日 - 「中津軽地方事務所」が弘前市に設置され、本郡を管轄。
- 昭和30年（1955年）3月1日（3村） 
  - 清水村・和徳村・豊田村・堀越村・千年村・藤代村・新和村・船沢村・高杉村・裾野村・東目屋村が弘前市に編入。
  - 岩木村・大浦村・駒越村が合併し、改めて岩木村が発足。
- 昭和36年（1961年）2月1日 - 岩木村が町制施行して岩木町となる。（1町2村）
- 平成18年（2006年）2月27日 - 岩木町・相馬村が弘前市と合併し、改めて弘前市が発足、郡より離脱。（1村）

### 変遷表
| 明治22年以前 | 明治22年4月1日 | 明治22年 - 昭和19年 | 昭和20年 - 昭和64年         | 昭和20年 - 昭和64年         | 平成元年 - 現在        | 現在     |
| ------------ | -------------- | ------------------- | --------------------------- | --------------------------- | ---------------------- | -------- |
|              | 弘前市         | 弘前市              | 弘前市                      | 弘前市                      | 平成18年2月27日 弘前市 | 弘前市   |
|              | 清水村         | 清水村              | 昭和30年3月1日 弘前市に編入 | 弘前市                      | 平成18年2月27日 弘前市 | 弘前市   |
|              | 和徳村         | 和徳村              | 昭和30年3月1日 弘前市に編入 | 弘前市                      | 平成18年2月27日 弘前市 | 弘前市   |
|              | 豊田村         | 豊田村              | 昭和30年3月1日 弘前市に編入 | 弘前市                      | 平成18年2月27日 弘前市 | 弘前市   |
|              | 堀越村         | 堀越村              | 昭和30年3月1日 弘前市に編入 | 弘前市                      | 平成18年2月27日 弘前市 | 弘前市   |
|              | 千年村         | 千年村              | 昭和30年3月1日 弘前市に編入 | 弘前市                      | 平成18年2月27日 弘前市 | 弘前市   |
|              | 藤代村         | 藤代村              | 昭和30年3月1日 弘前市に編入 | 弘前市                      | 平成18年2月27日 弘前市 | 弘前市   |
|              | 新和村         | 新和村              | 昭和30年3月1日 弘前市に編入 | 弘前市                      | 平成18年2月27日 弘前市 | 弘前市   |
|              | 船沢村         | 船沢村              | 昭和30年3月1日 弘前市に編入 | 弘前市                      | 平成18年2月27日 弘前市 | 弘前市   |
|              | 高杉村         | 高杉村              | 昭和30年3月1日 弘前市に編入 | 弘前市                      | 平成18年2月27日 弘前市 | 弘前市   |
|              | 裾野村         | 裾野村              | 昭和30年3月1日 弘前市に編入 | 弘前市                      | 平成18年2月27日 弘前市 | 弘前市   |
|              | 岩木村         | 岩木村              | 昭和30年3月1日 岩木村       | 昭和36年2月1日 町制         | 平成18年2月27日 弘前市 | 弘前市   |
|              | 大浦村         | 大浦村              | 昭和30年3月1日 岩木村       | 昭和36年2月1日 町制         | 平成18年2月27日 弘前市 | 弘前市   |
|              | 駒越村         | 駒越村              | 昭和30年3月1日 岩木村       | 昭和36年2月1日 町制         | 平成18年2月27日 弘前市 | 弘前市   |
|              | 相馬村         | 相馬村              | 相馬村                      | 相馬村                      | 平成18年2月27日 弘前市 | 弘前市   |
|              | 東目屋村       | 東目屋村            | 昭和30年3月1日 弘前市に編入 | 昭和30年3月1日 弘前市に編入 | 平成18年2月27日 弘前市 | 弘前市   |
|              | 西目屋村       | 西目屋村            | 西目屋村                    | 西目屋村                    | 西目屋村               | 西目屋村 |

## 行政
歴代郡長
| 代 | 氏名 | 就任年月日                 | 退任年月日                | 備考                   |
| -- | ---- | -------------------------- | ------------------------- | ---------------------- |
| 1  |      | 明治11年（1878年）10月30日 |                           |                        |
|    |      |                            | 大正15年（1926年）6月30日 | 郡役所廃止により、廃官 |